# Korítovo
Korítovo (en rus: Корытово) és un poble de l'óblast de Vladímir, a Rússia, segons el cens del 2010 tenia 53 habitants. Pertany al districte de Kirjatx.